# (500506) 2012 TF287
(500506) 2012 TF287 es un asteroide perteneciente al cinturón de asteroides, descubierto el 9 de octubre de 2012 por el equipo del Spacewatch desde el Observatorio Nacional de Kitt Peak, Arizona, Estados Unidos.

## Designación y nombre
Designado provisionalmente como 2012 TF287.

## Características orbitales
2012 TF287 está situado a una distancia media del Sol de 3,106 ua, pudiendo alejarse hasta 3,400 ua y acercarse hasta 2,813 ua. Su excentricidad es 0,094 y la inclinación orbital 3,722 grados. Emplea 2000,27 días en completar una órbita alrededor del Sol.

## Características físicas
La magnitud absoluta de 2012 TF287 es 16,6. 